# Katrine Veje
Katrine Vejsgaard Veje (Fredericia, 19 giugno 1991) è una calciatrice danese, difensore centrale della Roma e della nazionale danese.

## Statistiche

### Presenze (parziali) e reti nei club
Aggiornata al 30 luglio 2025.
| Stagione        | Squadra         | Campionato      | Campionato | Campionato | Coppe nazionali | Coppe nazionali | Coppe nazionali | Coppe internazionali | Coppe internazionali | Coppe internazionali | Altre coppe | Altre coppe | Altre coppe | Totale | Totale |
| Stagione        | Squadra         | Comp            | Pres       | Reti       | Comp            | Pres            | Reti            | Comp                 | Pres                 | Reti                 | Comp        | Pres        | Reti        | Pres   | Reti   |
| --------------- | --------------- | --------------- | ---------- | ---------- | --------------- | --------------- | --------------- | -------------------- | -------------------- | -------------------- | ----------- | ----------- | ----------- | ------ | ------ |
| 2022-2023       | Everton         | WSL             | 14         | 0          | CI              | -               | -               | -                    | -                    | -                    | WSL         | -           | -           | 14     | 0      |
| 2023-2024       | Everton         | WSL             | 13         | 0          | CI              | 0               | 0               | -                    | -                    | -                    | WSL         | 2           | 0           | 15     | 0      |
| Totale Chelsea  | Totale Chelsea  | Totale Chelsea  | 27         | 0          | -               | 0               | 0               | -                    | -                    | -                    | -           | 2           | 0           | 29     | 0      |
| 2024-2025       | Crystal Palace  | WSL             | 16         | 0          | CI              | 2               | 0               | -                    | -                    | -                    | WSL         | 2           | 0           | 20     | 0      |
| 2025-2026       | Roma            | A               | -          | -          | CI              | -               | -               | UWCL                 | -                    | -                    | SI+AWC      | -           | -           | -      | -      |
| Totale carriera | Totale carriera | Totale carriera | 43         | 0          | -               | 2               | 0               | -                    | -                    | -                    | -           | 4           | 0           | 49     | 0      |

## Palmarès

### Club
- Campionato inglese: 1

Arsenal: 2018-2019
- Campionato danese: 2

Brøndby: 2014-2015, 2016-2017
- Campionato svedese: 3

LdB FC Malmö: 2011, 2013
Rosengård: 2021
- Coppa di Danimarca: 2

Brøndby: 2014-2015, 2016-2017
- Coppa di Svezia: 1

Rosengård: 2021-2022
- NWSL Shield: 1

Seattle Reign: 2015
- Supercoppa svedese: 2

LdB FC Malmö: 2011, 2012